# Tipula albocostata
Tipula albocostata är en tvåvingeart som beskrevs av Pierre Justin Marie Macquart 1846.
Tipula albocostata ingår i släktet Tipula och familjen storharkrankar. Inga underarter finns listade i Catalogue of Life.